# جبالا الشرقية
جبالا الشرقية قرية سورية تتبع ناحية حيش في منطقة معرة النعمان في محافظة إدلب. بلغ عدد سكانها 332 نسمة في عام 2004 حسب إحصاء المكتب المركزي للإحصاء.